# フンコロガシは、忙しい。
「フンコロガシは、忙しい。」（フンコロガシは、いそがしい。）は、日本の歌。作詞・作曲:つかもとひろあき。2006年8月から9月まで、NHKの歌番組『みんなのうた』で放送。

## 概要
『ファーブル昆虫記』で、最初に取り上げられたフンコロガシの健気さを歌った歌。歌は、伊武雅刀。
アニメーションは、当番組24回目の参加となる常連の西内としお。テレビでは、夜も……版を、ラジオでは、昼も……版を放送している。夜も……の方は、間奏に人生を感じるセリフ入り。2006年8月18日にポニーキャニオンより特典映像付きでCD+DVDが発売されている。

## 収録
CD
1. フンコロガシは、忙しい。（…夜も）
  - （作詞、作曲：つかもとひろあき　編曲：遠山晋一）
2. フンコロガシは、忙しい。（…昼も）
3. フンコロガシは、忙しい。（…夜も）instrumental
4. フンコロガシは、忙しい。（…昼も）instrumental

Disc2（DVD）
1. フンコロガシは、忙しい。（歌詞あり）
2. フンコロガシは、忙しい。（歌詞なし）
3. クイズ　フンコロガシは、忙しい。（映像特典）

### 「みんなのうた」関連
全て（…夜も）版を収録している。
- NHKみんなのうた 〜ベスト・ヒット40☆心のうた集〜（2008年6月18日発売）　日本コロムビアより発売
- NHKみんなのうた50アニバーサリーベスト～グラスホッパー物語～（2011年4月27日発売）
- 決定盤　NHKみんなのうた～なつかしの名曲ベスト～ （PCCK-20131 2016年9月21日発売）